# 瀕危野生動植物種國際貿易公約
《瀕危野生動植物種國際貿易公約》（英語：Convention on International Trade in Endangered Species of Wild Fauna and Flora），常簡稱作《華盛頓公約》，是根據1963年國際自然保護聯盟（IUCN）會員國會議通過的一項決議而起草的國際公約，旨在避免國際貿易對瀕危野生動植物的生存造成威脅。1973年3月3日，公約文本在美国华盛顿特区舉行的會議上正式訂立並開放簽署，1975年7月1日起生效。為避免與《关贸总协定》（GATT）產生衝突，公約在起草過程中特別咨詢了關貿總協定秘書處。
CITES 公約在瑞士日內瓦設置了秘書處，由联合国环境署管理。依據公約第十二條的規定，秘書處的主要職能包括：提供協調和咨詢服務、監督公約的履行情況、定期組織締約方大會和常務委員會會議、更新修訂公約附錄等。現任秘書長為巴拿马籍联合国女官員伊沃内·伊格罗（Ivonne Higuero），於2018年就任。
截至2022年10月，CITES 公約對超過38700種野生動植物提供了不同程度的保護，以確保這些動植物的標本貿易不會危害其種群的存續。

## 历史
CITES 的出現是源於1963年國際自然與天然資源保育聯盟的一次集會，由與會會員國共同決議起草。在經過多年的條文制訂後，確切的條約內容在1973年3月3日於美國華盛頓市開放給80個國家的官方代表進行簽署，並且自1975年7月1日開始執行。此公約是世界上迄今為止幾個締約單位數最高的公約之一，參與的單位並不強制要求必須是主權國家，取而代之的是以團體（英語：party）作為締約單位，這些團體之中有些是主權國家，也有一些是區域性的政府組織。

## 保护
華盛頓公約的主張並非完全禁止野生動植物的國際貿易，而是以分級管制、依需要核發許可的理念來處理相關事務。受到公約保护的动植物被分列入三份不同的附錄：
- 附錄Ⅰ（Appendix I）囊括了受到滅絕威脅的物種，這些物種通常是禁止在國際間交易，除非有特別的必要性。
- 附錄Ⅱ（Appendix II）囊括了沒有立即的滅絕危機，但需要管制交易情況以避免影響到其存續的物種。如果這類物種的族群數量降低到一定程度，則會被改置入附錄Ⅰ進行全面的貿易限制保護。
- 附錄Ⅲ（Appendix III）包含了所有至少在某個國家或地區被列為保育生物的物種，換言之就是區域性貿易管制的物種。將這些物種列入華盛頓公約中，才能有效要求其他會員團體進行協助管制其貿易。

由於瀕臨絕種的生物是被列在一本紅色書皮的名單中，因此往往也被稱為「紅皮書動物」或「紅皮書植物」。
2000年11月17日由中华人民共和国最高人民法院审判委员会第1141次会议通过，自2000年12月11日起施行《关于审理破坏野生动物资源刑事案件具体应用法律若干问题的解释》（法释[2000]37号）：
第一条 刑法第三百四十一条第一款规定的“珍贵、濒危野生动物”，包括列入国家重点保护野生动物名录的国家一、二级保护野生动物、列入《濒危野生动植物种国际贸易公约》附录Ⅰ、附录Ⅱ的野生动物以及驯养繁殖的上述物种。
即《濒危野生动植物种国际贸易公约》附录Ⅰ、附录Ⅱ的野生动物以及驯养繁殖的上述物种都受到《中华人民共和国刑法》的保护。

## 备注
1. ↑  根據 CITES 公約第一條（定義）的解釋，“標本”（英文：specimen）指任何活着的或死亡的動植物，或其任何可辨認的部分及其衍生物。

## 另請參閱
- 國際環境協議列表（英语：List of international environmental agreements）
- 非法砍伐
- IUCN 紅色名錄
- 象牙貿易（英语：Ivory trade）
- 雷斯法案
- 捕鲨割鳍
- 野生生物保护
- 野生生物執法監測系統（英语：Wildlife Enforcement Monitoring System）
- 野生生物管理（英语：Wildlife management）
- 野生生物走私（英语：Wildlife smuggling）
- 世界野生生物日（英语：World Wildlife Day）

## 延伸閱讀
- Oldfield, S. & McGough, N. (Comp.) 2007. A CITES manual for botanic gardens English version （页面存档备份，存于）, Spanish version （页面存档备份，存于）, Italian version （页面存档备份，存于）. BGCI（英语：Botanic Gardens Conservation International）.